# Meteorus cognatus
Meteorus cognatus är en stekelart som beskrevs av Muesebeck 1939. Meteorus cognatus ingår i släktet Meteorus och familjen bracksteklar. Inga underarter finns listade i Catalogue of Life.